# Сан-Джорджо-ді-П'яно
Сан-Джорджо-ді-П'яно (італ. San Giorgio di Piano) — муніципалітет в Італії, у регіоні Емілія-Романья, метрополійне місто Болонья.
Сан-Джорджо-ді-П'яно розташований на відстані близько 320 км на північ від Рима, 18 км на північ від Болоньї.
Населення — 8472 особи (2014).
Щорічний фестиваль відбувається 23 квітня. Покровитель — святий Юрій.

## Демографія
Населення за роками:

Станом на 1 січня 2023 року в муніципалітеті офіційно проживали 972 іноземці з 62 країн, серед них 266 громадян країн Євросоюзу та 43 громадяни України.

## Персоналії
- Джульєтта Мазіна (1921—1994) — італійська акторка.

## Сусідні муніципалітети
- Арджелато
- Бентівольйо
- Кастелло-д'Арджиле
- Сан-П'єтро-ін-Казале